# خانه ما (مجموعه تلویزیونی ۱۳۷۶)
خانهٔ ما یک مجموعه تلویزیونی محصول سال ۱۳۷۶ به کارگردانی مجتبی یاسینی می‌باشد که از برنامه کودک و نوجوان شبکه دو سیما پخش شد.

## بازیگران
- جلیل فرجاد
- آزیتا صالحی
- امید صداقت
- امیر نیکیار
- پروین ابراهیمی
- جمیله شیخی
- حسین داداش پور
- حمید یزدانی
- رضا بیطرفان
- سودابه گرجستانی
- سیاوش گرجستانی
- علی صالحی
- ماندانا اصلانی
- محمد یگانه
- محمود حقانی
- مونا غمخوار
- مهتاب رسولی
- مهری ودادیان
- میترا توکلی
- نوید حکیمی
- وحید شیخ‌زاده